# جورج كارتر (لاعب كريكت)
جورج كارتر (20 أغسطس 1908 في المملكة المتحدة - 10 يوليو 1982 في المملكة المتحدة) (بالإنجليزية: George Carter)‏ هو لاعب كريكت بريطاني (وحمل سابقاً جنسية المملكة المتحدة لبريطانيا العظمى وأيرلندا).

## وصلات خارجية
- جورج كارتر على موقع إي آس بي آن كريك إنفو (الإنجليزية)